# لیل پیپ
گوستاو الایژ آهر رپر آمریکایی بود (انگلیسی: Gustav elijah Ahr; ۱ نوامبر ۱۹۹۶ – ۱۵ نوامبر ۲۰۱۷) که بیشتر به نام لیل پیپ (Lil peep) شناخته می‌شود، رپر اهل ایالات متحده آمریکا بود. او عضو گروه ایمو رپ گاث بوی کلیک بود‌. وی به دلیل استفاده بیش از حد از دارو خواب آورضد افسردگی آلپرازولام (زاناکس) در تاریخ ۱۵ نوامبر ۲۰۱۷ درگذشت.
گوستاو در آلن تاون، پنسیلوانیا از مادری آمریکایی و پدری سوئدی به دنیا آمد و در لانگ آیلند بزرگ شد. او در سال 2013 شروع به فعالیت در ساوند کلاود با نام "Trap Goose" کرد، مدتی بعد او نام هنری خود را به "Lil Peep" تغییر داد زیرا مادرش او را از کودکی "Peep" صدا میکرد. او با انتشار سینگل ترک "Star Shopping" در سال 2015 در این پلتفرم به شهرت رسید و محبوبیت او با پخش دو میکس تیپ "Lil Peep;Part one" و "Live Forever" در همان سال افزایش پیدا کرد. در سال 2016 پیپ به صورت گسترده چندین میکس تیپ از جمله "Crybaby" و "Hellboy" و بسیاری دیگر مانند "California Girls" و "Vertigo" را منتشر کرد.

## فیلم شناسی
| سال  | فیلم              | نقش                 | Notes |
| ---- | ----------------- | ------------------- | ----- |
| ۲۰۱۹ | همه چیز همه هستند | خودش (تصاویر آرشیو) | [ ۴ ] |

## آلبوم شناسی
Come Over When You're Sober, 
Pt. 1 (2017)
Come Over When You're Sober, Pt. 2 (2018)

## اوایل زندگی
گوستاو الایاژ اهر در ۱ نوامبر، ۱۹۹۶، در پنسیلوانیا متولد شد و دومین فرزند معلم کلاس اول لیزا ووماک بود. او همچنين در لانگ ایرلند، نیویورک بزرگ شد. والدین او هر دو در دانشگاه هاروارد تحصیل کردند، وقتی که او نوجوان بود، از یکدیگر جدا شدند.  لیل پیپ رابطه نزدیکی با مادرش داشت و تا آنجا پیش رفت که اولین خالکوبی خود را در سن 14 سالگی روی بازوی خود خالکوبی کرد. پس از جدایی والدینش، او به همراه مادر و برادر بزرگترش به لانگ بیچ، نیویورک نقل مکان کرد، جایی که سرانجام «لیل پیپ؛ قسمت اول»، «فیلز»، «سرگیجه»، بیشتر «دختران کالیفرنیا»، «گاردن» را ضبط کرد. اهر در مدرسه ابتدایی لیندل، واقع در روبروی آپارتمان مادرش در لانگ بیچ، تحصیل کرد. تنها چند روز پس از سال مهدکودک اهر، حملات 11 سپتامبر در حالی رخ داد که توده های دود به وضوح از کلاس مهد کودک اهر قابل مشاهده بود. مادر او لیزا وومد معلم ابتدایی و پدرش استاد کالج است. او از طرف پدرش تبار سوئدی و ایرلندی داشت. پدربزرگ مادری او جان ووماک، استاد سابق تاریخ و اقتصاد آمریکای لاتین دانشگاه هاروارد و متخصص امیلیانو زاپاتا، رهبر انقلاب مکزیک در اوایل قرن بیستم است. وی ادعا کرده بود که تابعیت سوئد را در توییتر خود دارد. اهر در دبیرستان لانگ بیچ در لیدو بیچ نیویورک تحصیل کرد که در سال 2012 به طور مستقیم تحت تأثیر طوفان سندی قرار گرفت و باعث شد مدرسه برای چند هفته تعطیل شود. هنگامی که مدرسه بازگشایی شد، اعضای هیئت علمی و مدیران نسبت به دانش‌آموزان آرامش بیشتری داشتند، و باعث شد که اهر بیشتر از بقیه از سال اول دبیرستان خود لذت ببرد. پس از آن از دبیرستان فارغ‌التحصیل شد و پس از آن دیپلمش را به صورت آنلاین به دست آورد. کمی پس از آن، اولین آهنگ خود را در یوتیوب و ساوندکلاود انتشار دادو بلافاصله لقب معتاد خلاق را روی خود گذاشت و همیشه میگفت بدون مصرف مواد مخدر توانایی گفتن و خواندن ندارم. در سن 18 سالگی، اهر اولین خالکوبی صورت خود را انجام داد، قلب شکسته زیر چشم چپش، به عنوان نشانه ای از تعهد به اجتناب از یک زندگی مستقیم. او بعداً می‌گوید: «خالکوبی روی صورت شما را از دستیابی به مشاغل زیادی باز می‌دارد». او در فوریه 2016 به لس آنجلس بازگشت تا حرفه موسیقی را با نام هنری لیل پیپ دنبال کند. او بعدها توضیح داد که او به لس آنجلس نقل مکان کرد، زیرا زندگی در لانگ آیلند او را افسرده می کرد

## حرفه
زمانی که لیل پیپ نوجوان بود، خود را فردی تنها معرفی می کرد که بیشتر دوستانش را آنلاین پیدا می کرد. پیپ در حالی که در لانگ آیلند زندگی می کرد با نام مستعار Trap Goossموسیقی ساخت و به طور موقت با دوست دوران کودکی خود، Brennan Savage زندگی کرد تا اینکه هر دو تصمیم گرفتند به لس آنجلس نقل مکان کنند.

## زندگی شخصی
در سال ۲۰۱۶، اهر وقتی که تز اسکید رو به ساختمان اکو پارک خود در لس آنجلس رفت که در حال ضبط و تولید یکی از آلبوم‌های خود بود.
او با سازهای ترومبون و توبا و علاقه‌مند به موسیقی و مد نوجوانان داشت.
اهر همیشه از متن‌های ادبی برای اعتیاد و علاقه خود به کوکائین، اکستازی، آلپرازولام استفاده می‌کرد و همیشه در متن آهنگ و موزیک ویدیوهای خود استفاده می‌کرد.
وقتی که می‌خواست خودش را شرح دهد یک «معتاد خلاق» توصیف می‌کرد. او همیشه به شنونده‌های خود توصیه می‌کرد که از استفاده، مواد مخدر خودداری کنند.
اهر در اوت، ۲۰۱۷، دوجنس گرایی خود را در توییترش اعلام کرد.
او به عنوان یکی از هنرمندان برجسته post-emo شناخته می شد سبک احیا راک و هیپ هاپ. 
والدین گوستاو الایژا در زمان نوجوانی وی طلاق گرفتند و این امر تأثیر منفی بر روان وی گذاشت. 
او خودش را از طریق اشعار خود توصیف می کرد و همیشه به نظر می رسید یک جوان افسرده دیوانه و تنهاست. در 17 سالگی برای ادامه کار در موسیقی به لس آنجلس نقل مکان کرد. او اولین میکس تیپ خود را با نام 'Lil Peep Part One' در سال 2015 منتشر کرد. به دلیل نداشتن یک برچسب ضبط مناسب ، اولین آلبوم خود را به صورت آنلاین منتشر کرد. وی به واسطه آهنگی از آلبوم ، 'Beamer Boy' ، به محبوبیت زیادی رسید و شهرت ملی Lil Peep را به ارمغان آورد. او پس از انتشار چند میکسپاپ دیگر ، اولین آلبوم استودیویی خود را در آگوست 2017 منتشر کرد. این موفقیت مهم و تجاری بود.

## مرگ
اوردوز و مصرف بیش از حد داروی زاناکس است.
مجموعه ای از پست های اینستاگرامی در ساعات منتهی به مرگ او ، لیل پیپ ادعا کرد که قارچ های psilocybin و کنسانتره شاهدانه را بلعیده است.
در دیگری ، وی ادعا کرد که شش قرص زاناکس را به دنبال ویدئویی که تلاش های او برای ریختن یک قرص ناشناس را در دهان خود قبل از بلعیدن موفقیت آمیز یک قرص و تکان دادن یک بطری کامل تجویز کرده ، مصرف کرده است. 
پست بعدی با عنوان "وقتی من میمیرم ، تو مرا دوست خواهی کرد" عنوان شد.
در روزهای پس از مرگ وی ، گزارش پلیس نشان داد که لیل پیپ حدود ساعت 5:45 بعد از ظهر چرت زده است. قبل از کنسرت مدیر او دو بار او را کنترل کرد و متوجه شد که خوب خوابیده و نفس می کشد اما قادر به بیدار کردنش نیست. وقتی مدیر بار سوم لیل پیپ را بررسی کرد ، او بی پاسخ بود و نفس نمی کشید. مدیر Lil Peep قبل از رسیدن پزشکان ، CPR را انجام داد ، هرچند که در صحنه مرگ اعلام شد.
در 8 دسامبر ، دفتر معاینه پزشکی شهرستان پیما جزئیات گزارش سم شناسی را منتشر کرد و تأیید کرد که علت مرگ  مصرف بیش از حد تصادفی ناشی از اثرات داروی ضد درد فنتانیل و بنزودیازپین آلپرازولام است. 
آزمایش خون از نظر شاهدانه ، کوکائین و مسکن ترامادول مثبت بود. آزمایشات ادرار همچنین وجود چندین مخدر قدرتمند از جمله هیدروکدون ، هیدرومورفون (دیلاودید) ، اکسی کدون و اکسی مورفون را نشان داد. 
هیچ مشروبی در بدن او وجود نداشت.
در نهایت به فاصله دو هفته بعد از تولد ۲۱ سالگی درگذشت با اینکه آرزو های بزرگی درباره راه اندازی برند جدید و در موسیقی سعی در تشویق به ادامه دادن داشت.